# Église des Saints-Fuscien-Victoric-et-Gentien-de-Sains-en-Amiénois
Pour les articles homonymes, voir Église Saint-Fuscien.
L'église des Saints-Fuscien-Victoric-et-Gentien-de-Sains-en-Amiénois est une église catholique située à Sains-en-Amiénois, dans le département de la Somme, en France, dans la communauté d'agglomération Amiens Métropole.

## Historique
L'église de Sains-en-Amiénois a été construite à l'emplacement supposé du tombeau des trois martyrs du IIIe siècle Fuscien, Victoric d'Amiens et Gentien. De l'église primitive et de l'église romane, il ne reste rien. Aux XVe et XVIe siècles, on reconstruisit l'église qui fut consacrée le 11 avril 1511 avec les vocables des trois saints martyrs et de la Sainte Vierge.
L´abbé Messio, curé de Sains, fit réaliser des fouilles en 1869 qui mirent au jour les fondations de deux murs parallèles à l'édifice actuel. L'un, serait un vestige de temple dédié à Hercule, l´autre parallèle, situé sous l´église actuelle. On retrouva également les vestiges de deux chapelles, dont l´une abritait un sarcophage. L'abbé Messio les identifia comme des vestiges de l´église primitive qui aurait eu un vaisseau de 100 pieds de longueur sur 20 pieds de largeur avec deux annexes à l´est dont l´une abritait le tombeau des saints martyrs. À l'ouest, un portique donnait accès à l´édifice.

## Caractéristiques
L'église construite en pierre avec façade en brique et pierre se compose de deux vaisseaux pour permettre la circulation des pèlerins autour du tombeau des trois saints. Le chœur a été construit au XVIIIe siècle. Au XIXe siècle une fenêtre a été percée dans la chapelle de la Vierge et la porte sud de la nef a été déplacée. Le clocher au dessus de la façade est recouvert d'ardoises et se termine en flèche.

### Les vestiges antiques et mérovingiens
L'église conserve des objets de l'Antiquité gallo-romaine et de l'époque mérovingienne mis au jour lors de fouilles archéologiques au XIXe siècle : un autel sculpté représentant Hercule, Mars et les déesses Levena et Educa ; un moulage de stèle funéraire mérovingienne représentant un enfant entouré par les membres de sa famille ; une épitaphe mérovingienne, « Ansebert repose ici dans la paix ; il vécut trente ans », vestige de l'église primitive.

### Le tombeau des saints martyrs
Réalisé à la fin du XIIe siècle ou au début du XIIIe siècle, le tombeau des saints martyrs est classé monument historique en 1862. La partie supérieure mesure 2,36 sur 1,2 mètre, elle repose sur six piliers dont les colonnettes sont engagées. Dans le registre supérieur, les trois martyrs sont représentés à taille réelle, à la manières des gisants, les trois saints portant cheveux longs et barbe, sont côte à côte. Celui à gauche et celui à droite ont le visage légèrement tourné vers celui du centre. Dans le registre inférieur, est représentée leur exécution à l'épée par le bourreau, en présence d'un homme à cheval, le gouverneur romain, Rictiovare. La pierre tombale de 20 centimètres d'épaisseur est ornée d'une guirlande végétale sculptée sur les quatre faces.

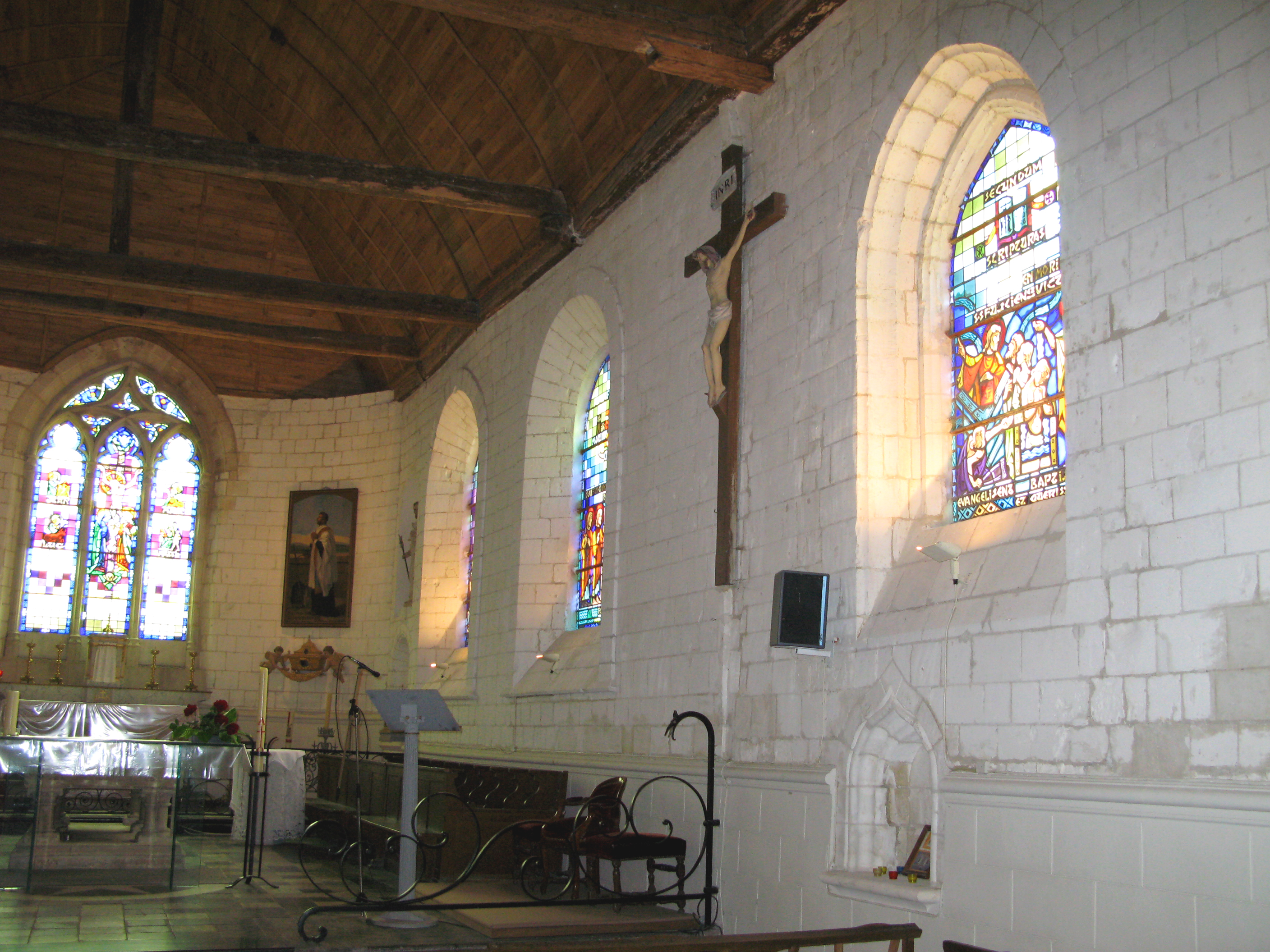
Le chœur.
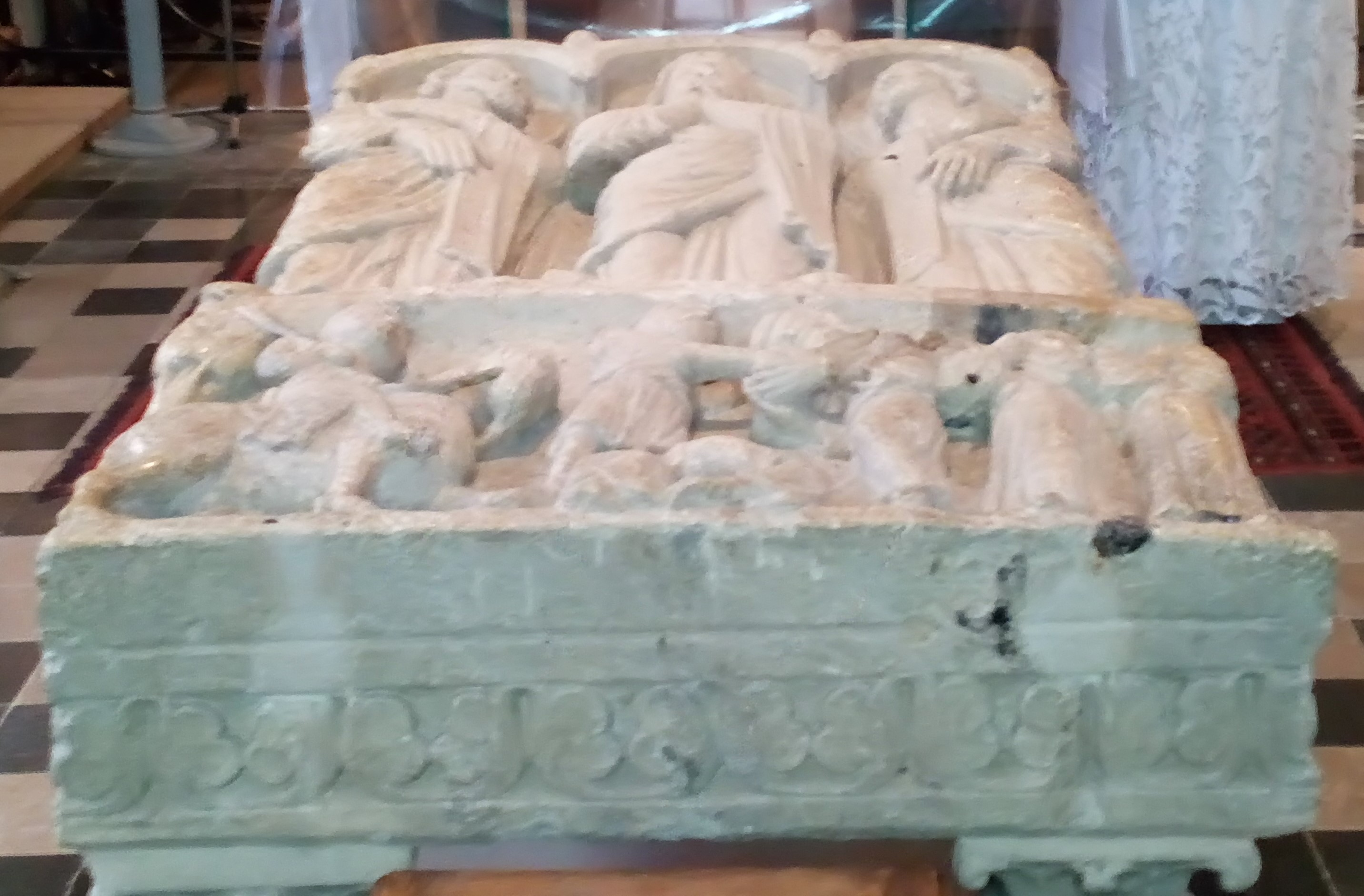
Le cénotaphe des trois martyrs.
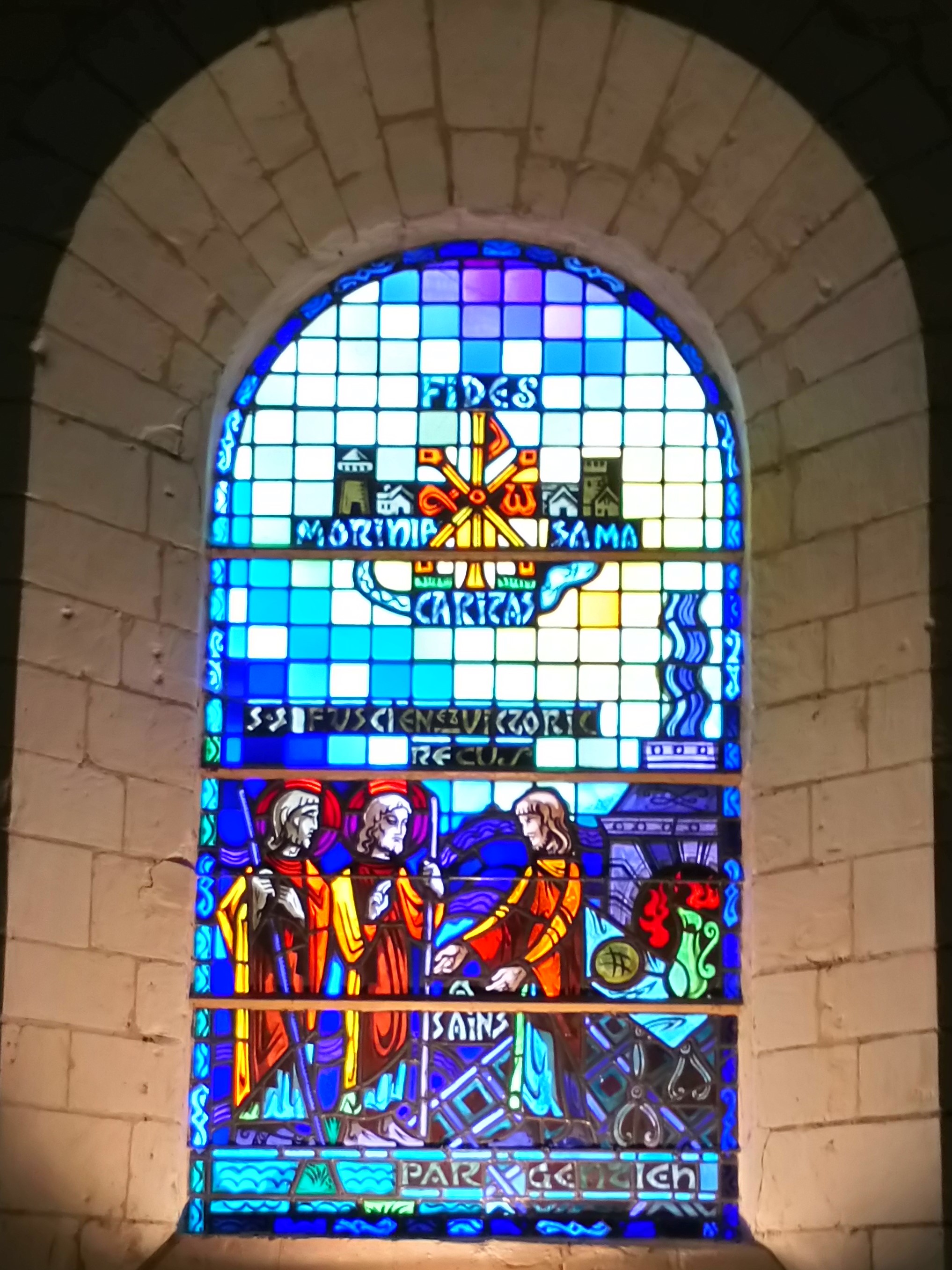
L'une des verrières.

### Autres œuvres d'art
La cuve baptismale, est contemporaine du tombeau. Une statue en grès blanc gardant des traces de polychromie représente la Vierge à l’Enfant, elle est datée du XIIIe siècle.
Le maître-autel provenant de l'abbaye de Selincourt date du XVIIIe siècle. Un tableau de 2,48 × 1,71 m qui serait inspiré de La Transfiguration de Raphaël a été donné à l'église en 1819 par un habitant de la commune.
Après la Seconde Guerre mondiale, Gérard Ansart conçut de nouvelles verrières en remplacement de celles détruites en 1940. Elles représentent les différents épisodes de la vie, du martyre et de l’invention des reliques des trois saints.

### Articles liés
- Église Saint-Fuscien
- Histoire de la Picardie
- Fuscien
- Victoric d'Amiens
- Gentien